# Rafaela Silva
Rafaela Lopes Silva (Rio de Janeiro, 24 de abril de 1992) é uma judoca campeã olímpica e mundial brasileira.
Em agosto de 2013 tornou-se a primeira brasileira a se sagrar campeã mundial de Judô. Três anos depois, em agosto de 2016, conquistou a medalha de ouro da categoria até 57 kg nas Olimpíadas Rio 2016, após derrotar a judoca da Mongólia, Dorjsürengiin Sumiyaa, então líder do ranking mundial em 28 de outubro de 2023, ela conquistou o ouro, em final contra a argentina Brisa Candela, nos Jogos Pan-Americanos de Santiago. Com isso, se tornou a primeira atleta da história do judô brasileiro, entre homens e mulheres, a ser campeã olímpica, mundial e pan-americana.
Atleta que faz parte do programa esportivo das Forças Armadas Brasileiras, tem a patente de terceiro sargento na Marinha do Brasil e integra a equipe do Centro de Educação Física Almirante Nunes (CEFAN), parte do Departamento Militar Esportivo.

## Biografia e carreira
Rafaela Silva cresceu na favela carioca da Cidade de Deus. O primeiro esporte de que gostou foi o futebol, praticando contra outros meninos em um campo de terra próximo a sua casa, em Jacarepaguá. Preocupados com o tempo gasto brincando na rua, quando Rafaela tinha sete anos seus pais, Luiz Carlos e Zenilda Silva, a inscreveram junto da irmã, Raquel, para aulas de judô no Instituto Reação, recém montado na Cidade de Deus pelo ex-atleta Flávio Canto. A aptidão das irmãs era tanta que o técnico Geraldo Bernardes pediu ao pai Luiz Carlos para que elas permanecessem no judô, pois tinham potencial de se tornarem atletas da seleção.

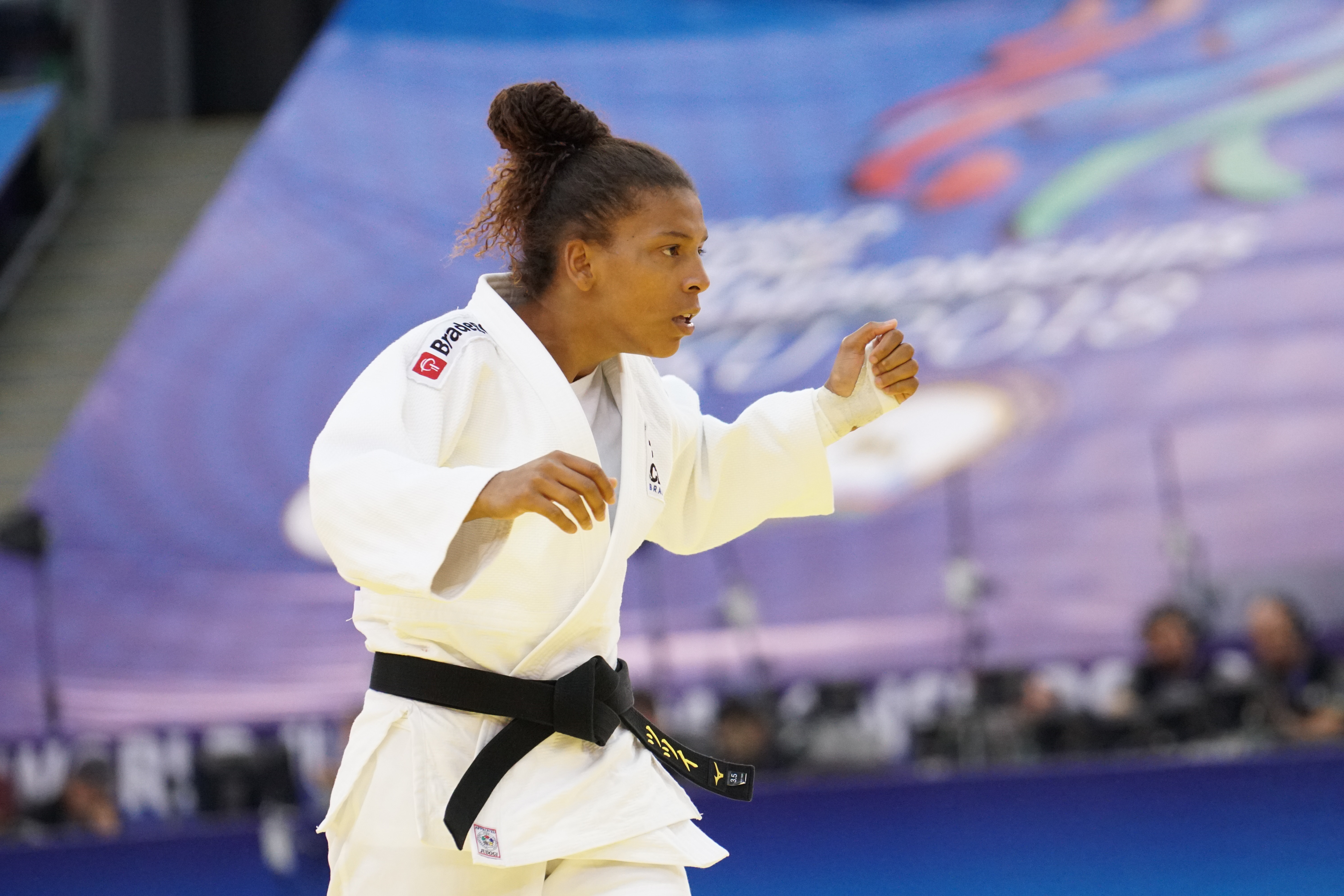
Campeonato Mundial de Judô de 2018

O desempenho de Raquel começou a entrar em declínio após lesões nos joelhos, mas Rafaela logo se destacava, servindo de inspiração para que Raquel superasse as dificuldades. Em 2008, ganhou uma das etapas da Copa do Mundo de judô  e tornou-se campeã mundial sub-20.
Em 2011, para competir nos Jogos Pan-americanos de Guadalajara, no México, desbancou Ketleyn Quadros, a primeira brasileira a subir ao pódio no judô nos Jogos Olímpicos, e ganhou a medalha de prata na categoria até 57 kg. Ainda em 2011, foi vice-campeã mundial adulta em Paris 2011, com apenas 19 anos de idade.
Nos Jogos Olímpicos de Verão de 2012 em Londres, Rafaela foi desclassificada pelos juízes na segunda rodada por um golpe ilegal. Depois da eliminação, a atleta ofendeu torcedores brasileiros que seguiam sua conta no Twitter. O fato gerou revolta nas redes sociais, e a atleta foi criticada por sua falta de espírito esportivo.
Ainda em 2012, em dezembro, foi medalhista de bronze no Grand Slam de Tóquio (categoria até 63 kg).
2013 foi um ano de glórias para a judoca. Em abril, conseguiu a medalha de ouro no Pan Americano de Judô. Em agosto, Rafaela entrou para a história do Judô brasileiro ao tornar-se a primeira brasileira a se sagrar campeã Mundial de Judô,
vencendo na final a americana Marti Malloy.
Em fevereiro de 2015 entrou para a Marinha, vencendo em seguida o Grand Prix de Dusseldorf, na Alemanha, ganhando cinco lutas, quatro por ippon.

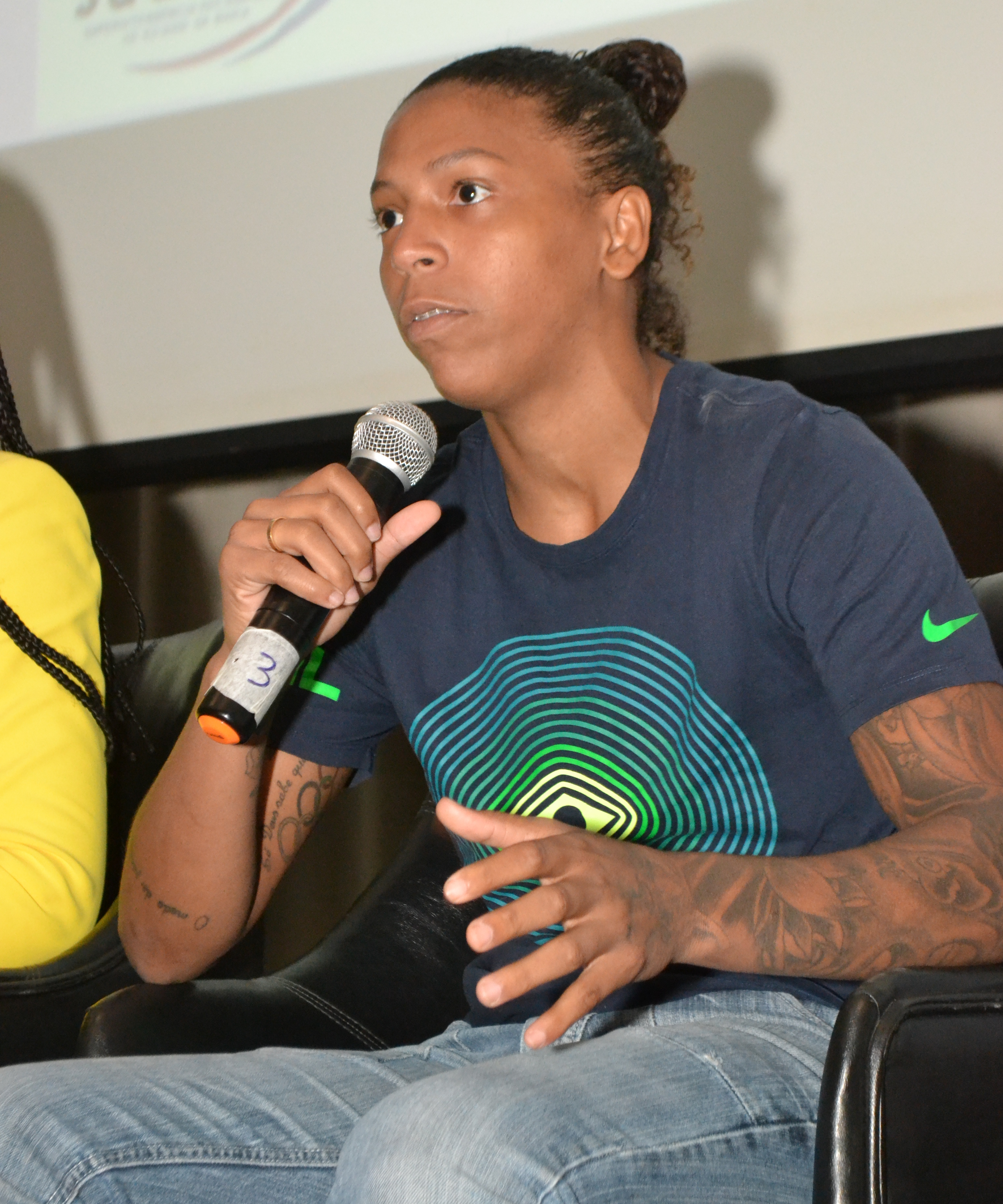
Fórum de Mulheres no Esporte, Salvador, Bahia (2018)

Nas Olimpíada de 2016, no Rio de Janeiro, conquistou a medalha de ouro na categoria até 57 quilos, ao vencer a rival Dorjsürengiin Sumiyaa, da Mongólia. Foi a primeira medalha de ouro ganha pelo Brasil nas Olimpíada de 2016.
No final de abril de 2017, Rafaela conquistou, com a Seleção Brasileira de judô feminino, a medalha de ouro no Pan-Americano realizado no Panamá.
Em 2022, ganhou novamente o título do Campeonato Mundial depois de derrotar Haruka Funakubo na final por waza-ari.

### Ouro nos Jogos Pan-Americanos de 2019 e acusação dedoping
Rafaela também conquistou o ouro nos Jogos Pan-Americanos de 2019 realizados em Lima, no Peru em agosto, conquista esta que foi invalidada no mês seguinte. Depois da competição, em 9 de agosto, a atleta foi submetida a exame antidoping, que acusou resultado positivo para a substância fenoterol, que age como broncodilatador. O resultado positivo, divulgado em 20 de setembro, segundo Rafaela teria sido devido a um contato que teve, cinco dias antes da competição, com um bebê de sete meses, que passava por tratamento contra asma. Uma semana depois da divulgação do resultado, a Federação Internacional de Judô retirou a medalha e invalidou a conquista da atleta. Durante o processo, caso Rafaela consiga provar que não teve culpa pelo resultado positivo no exame, não há suspensão das competições seguintes. Se provar que o uso não foi intencional, a suspensão é por dois anos e se não conseguir provar a não-intencionalidade, a suspensão é de quatro anos.

### Ouro nos Jogos Pan-Americanos de 2023
Em outubro de 2023, Rafaela conquistou a medalha de ouro nos Jogos Pan-americanos de Santiago na categoria até 57 quilos. Com esse título, ela se tornou a primeira judoca a conquistar os Jogos Pan-americanos, o campeonato mundial e Olimpíadas. 

### Paris 2024
Em 2024 conquistou a medalha de bronze na disputa por equipes dos Jogos Olímpicos de 2024.

### Troféu Brasil e mudança de categoria
Em 2 de novembro de 2024 Rafaela venceu o Troféu Brasil de Judô em Belo Horizonte, estreando na categoria até 63 kg, parte de seu novo ciclo olímpico. A campeã olímpica de 2016 explicou que a mudança da categoria de 57 kg foi motivada por dificuldades na recuperação de peso e pelo desejo de competir com mais energia.

## Vida pessoal
Moradora do Rio de Janeiro (Jacarepaguá), atualmente casada com a ex-atleta da seleção brasileira Eleudis Valentim e atleta do Clube de Regatas do Flamengo.